# Head over Feet
«Head Over Feet» — пятый (шестой в США) сингл Аланис Мориссетт из альбома 1995 года Jagged Little Pill. Песня была одной из нескольких в альбоме с гораздо более мягким звучанием. «Head Over Feet» стала первым синглом Мориссетт, возглавившим чарт Adult Top 40, но также первым, не попавшим в первую двадцатку чарта Modern Rock Tracks. В Великобритании это был её первый сингл в топ-10, а также он попал в топ-20 в Австралии.

## Видеоклип
Существуют две версии клипа: «Head» и «Feet» (показанные в Европе и Азии). Отрывки обеих версий есть на DVD 1997 года Jagged Little Pill, Live.

## Список композиций
1. «Head Over Feet» — 4:23
2. «You Learn» (Live) — 4:18
3. «Hand in My Pocket» (Live) — 4:42
4. «Right Through You» (Live) — 3:14

## Позиции в чартах
| Чарт (1996)                       | Наивысшая позиция |
| --------------------------------- | ----------------- |
| UK Singles Chart                  | 7                 |
| U.S. Billboard Hot 100 Airplay    | 3                 |
| U.S. Billboard Adult Contemporary | 27                |
| U.S. Billboard Adult Top 40       | 1                 |
| U.S. Billboard Modern Rock Tracks | 25                |
| U.S. Billboard Top 40 Mainstream  | 1                 |
| Canadian Singles Chart            | 1                 |
| Чарт (1997)                       | Наивысшая позиция |
| Australian ARIA Singles Chart     | 12                |

### Сертификаты
| Страна    | Сертификат | Продано |
| --------- | ---------- | ------- |
| Австралия | Gold       | 35,000+ |